# Mark Linn-Baker

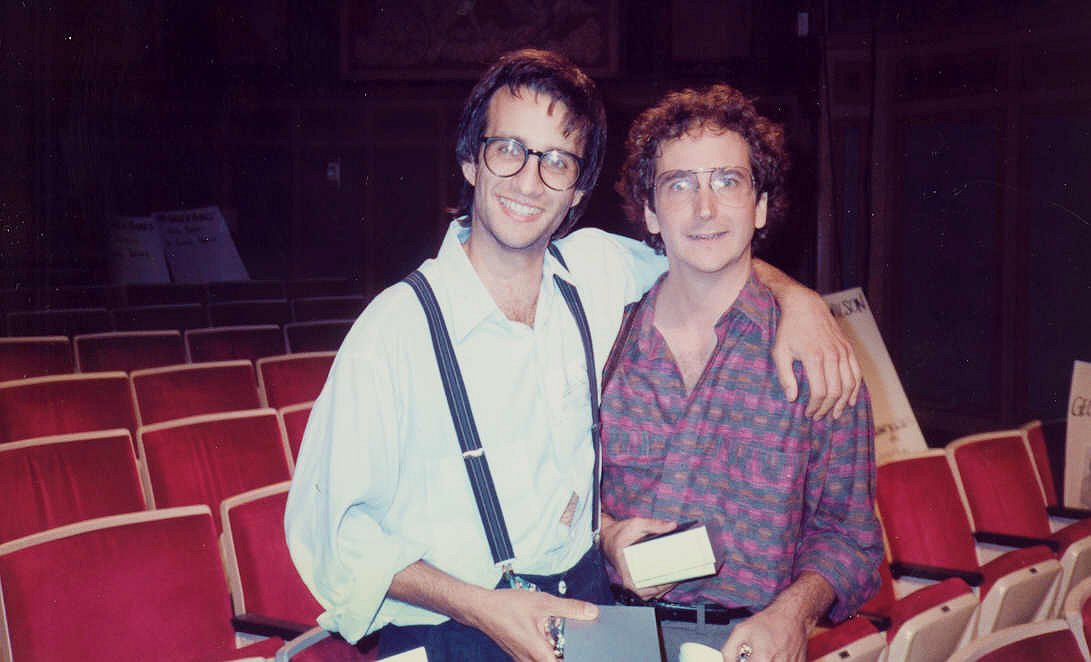
Bronson Pinchot (links) en Mark Linn-Baker

Mark Linn-Baker (Saint Louis (Missouri), 17 juni 1954) is een Amerikaans acteur, filmregisseur en filmproducent.

## Biografie
Linn-Baker heeft gestudeerd aan de Yale-universiteit in New Haven (Connecticut) en haalde in 1979 zijn master of fine arts.
Linn-Baker begon in 1979 met acteren in de film Manhattan. Hierna heeft hij nog meerdere rollen gespeeld in films en televisieseries. Het meest bekend is hij met zijn rol als de serieuze journalist Larry Appleton in de televisieserie Perfect Strangers waar hij in 150 afleveringen speelde (1986-1993) als de verre neef van Balki Bartokomous (Bronson Pinchot) die bij hem komt wonen als een naïeve schaapherder afkomstig van het fictieve Grieks eiland Mypos. 
Linn-Baker is ook actief in het theater, hij maakte in 1983 zijn debuut op Broadway in de musical Doonesbury. Hierna heeft hij nog meerdere rollen gespeeld op Broadway en off-Broadway.
Linn-Baker is in 1995 getrouwd en heeft een dochter.

## Filmografie

### Films
Uitgezonderd korte films.
- 2018 Accommodations - als Eugene Beltzer
- 2010 How Do You Know – als Ron
- 2009 Adam – als Sam Klieber
- 2005 Twelve and Holding – als Mr. Farmer
- 2001 Laughter on the 23rd Floor – als Val Skotsky
- 1992 Noises Off... – als Tim Allgood
- 1991 Bare Essentials – als Gordon
- 1988 Going to the Chapel – als Norman Brinkmann
- 1988 Ich und Er – als Hem (stem)
- 1985 The Recovery Room – als Steve Griffin
- 1983 Doonesbury: A Broadway Musical – als Mark Slackmeyer
- 1983 O'Malley – als openbare aanklager
- 1982 My Favorite Year – als Benjy Stone
- 1982 The End of August – als Victor LeBrum
- 1982 Alice at the Palace – als March Hare
- 1979 Manhattan – als acteur

### Televisieseries
Uitgezonderd eenmalige gastrollen.
- 2019 - 2023 Succession - als Maxim Pierce - 4 afl.
- 2022 She-Hulk: Attorney at Law - als 	Morris Walters - 4 afl.
- 2021 - 2022 Ghosts - als Henry - 2 afl.
- 2017 - 2018 Blue Bloods - als Carlton Miller - 9 afl.
- 2015 - 2017 The Leftovers - als Mark Linn-Baker - 2 afl.
- 2016 Red Oaks - als rabbijn Ken - 4 afl.
- 2009 – 2010 The Electric Company – als Sigmund Scrambler – 4 afl.
- 2003 – 2007 Law & Order: Criminal Intent – als Wally Stevens – 2 afl.
- 2005 – 2006 Twins – als Alan Arnold – 18 afl.
- 1994 – 1996 Hangin' with Mr. Cooper – als Larry Weeks – 2 afl.
- 1986 – 1993 Perfect Strangers – als Larry Appleton – 150 afl.

### Filmregisseur
- 1994 – 1996 Hanging' with Mr. Cooper – televisieserie – 31 afl.
- 1993 The Trouble with Larry – televisieserie - ? afl.
- 1993 Step by Step – televisieserie – 1 afl.
- 1991 The Family Man – televisieserie – 1 afl.
- 1990 Going Places – televisieserie – 1 afl.
- 1990 Family Matters – televisieserie – 1 afl.

### Filmproducent
- 1993 Me and Veronica - film

## Theaterwerk opBroadway
- 2019 - heden Hadestown - als ??
- 2022 - 2023 The Music Man - als burgemeester Shinn (understudy)
- 2015 On the Twentieth Century - als Oliver Webb
- 2014 - 2015 You Can't Take It With You - als Paul Sycamore
- 2011 – 2012 Relatively Speaking – als Sam Roth
- 2009 A Steady Rain – als ??
- 2006 Losing Louie – als Tony Ellis
- 2003 A Year With Frog and Toad – als Toad
- 1998 – 1999 Side Man – als ??
- 1998 Honour – als ??
- 1996 – 1998 A Funny Thing Happened on the Way to the Forum – als Hysterium
- 1993 – 1994 Laughter on the 23rd Floor – als Val
- 1993 Face Value – als Bernard Sugarman
- 1989 – 1990 Tru – als ??
- 1983 – 1984 Doonesbury – als Mark

- Bibliothèque nationale de France: cb14199630h (data)
- Gemeinsame Normdatei: 140531157
- International Standard Name Identifier: 0000 0001 1510 8960
- Library of Congress Control Number: n84017157
- MusicBrainz: 4e7d4830-97e2-475e-8339-c287fc176343
- Nationale Bibliotheek van Israël: 987007352844305171
- Nederlandse Thesaurus van Auteursnamen: 096876735
- SNAC: w60h6gkp
- Virtual International Authority File: 17433512
- WorldCat: E39PBJbGQ66FYJpHQ33Qy87yh3